# Gerald F. Tape

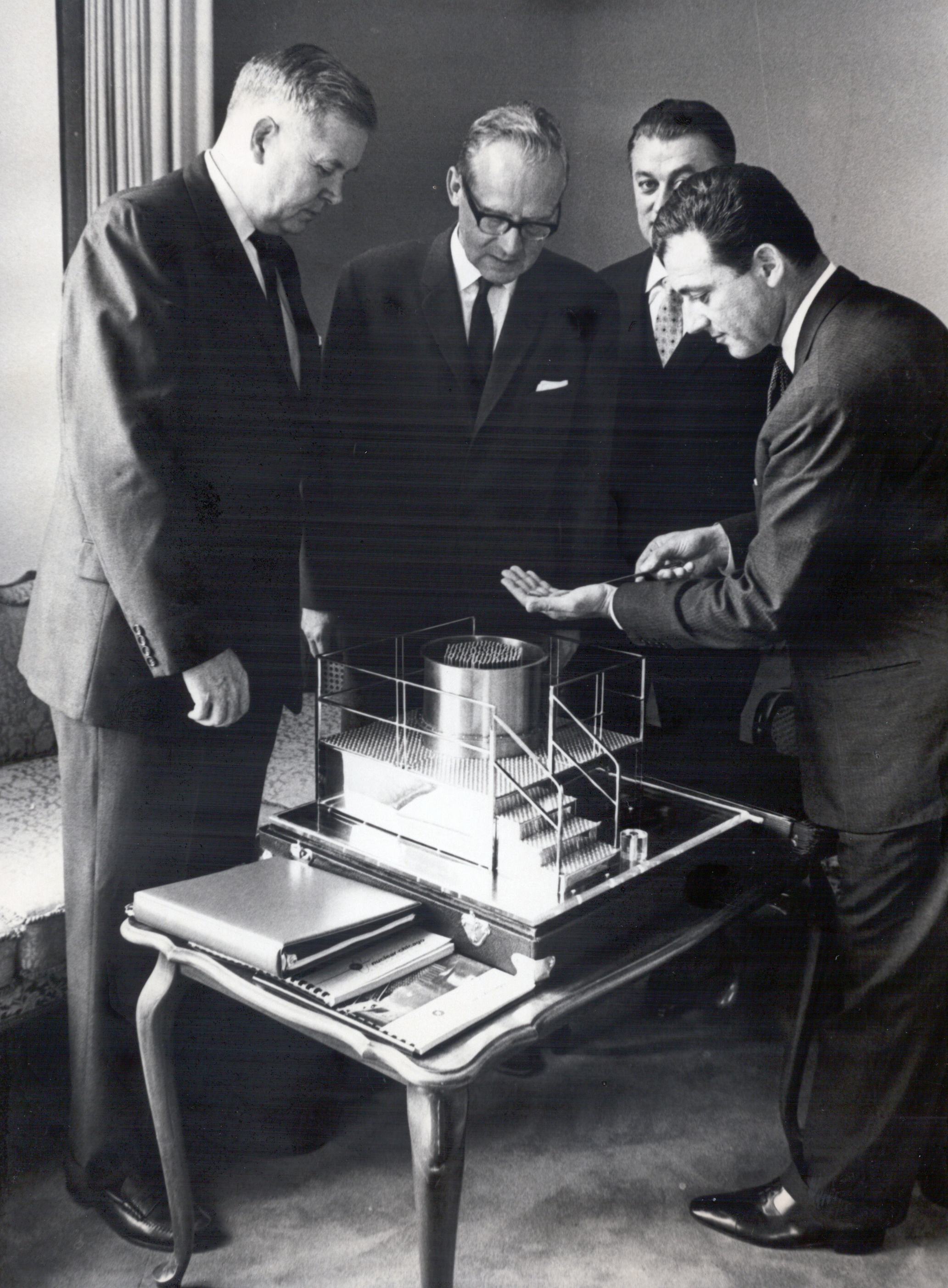
Gerald Tape (links) in der Internationalen Atomenergie-Organisation (1964)

Gerald Frederick Tape (* 29. Mai 1915 in Ann Arbor, Michigan; † 20. November 2005) war ein US-amerikanischer Physiker.
Gerald Tape studierte an der Eastern Michigan University mit dem Bachelor-Abschluss 1935 und erhielt 1936 seinen Master-Abschluss an der University of Michigan, an der er 1940 in Kernphysik promoviert wurde. Danach war er bis 1942 Instructor an der Cornell University und im Zweiten Weltkrieg am MIT Radiation Laboratory, wo an der Entwicklung des Radars gearbeitet wurde. 1946 wurde er Assistant Professor und später Associate Professor an der University of Illinois.
Er war 1950/51 stellvertretender Direktor des Brookhaven National Laboratory, war von 1962 bis 1963 Vizepräsident und dann Präsident der Associated Universities, von 1963 bis 1969 Mitglied der United States Atomic Energy Commission und von 1973 bis 1980 Delegierter der USA bei der International Atomic Energy Agency. Außerdem gehörte er von 1969 bis 1973 dem Science Advisory Committee des US-Präsidenten an und stand dem Nuclear Intelligence Panel der CIA vor. Von 1970 bis 1974 war er im Defense Science Board und bis 1973 als Nachfolger von Robert Sproull dessen Vorsitzender.
1986 wurde er Mitglied der National Academy of Engineering. 1987 erhielt er den Enrico-Fermi-Preis, unter anderem für seinen Einsatz für die Nichtverbreitung von Kernwaffen. Außerdem bekam er den Meritorious Civilian Service Award des Verteidigungsministeriums und den Distinguished Public Service Award der National Science Foundation verliehen. 1978 erhielt er den Henry DeWolfe Smyth Nuclear Statesman Award.
Tape war Fellow der American Physical Society und der American Association for the Advancement of Science sowie der National Academy of Engineering.
Er war seit 1939 mit Josephine Waffen verheiratet und hatte drei Söhne.